# Jules Chapon
Jules Chapon (Heemstede, 4 september 1914 – Saint-Cyprien, 6 januari 2007) was een Nederlands beeldhouwer, glazenier en schilder.

## Leven en werk
Chapon was een zoon van Barend Chapon (1884-1943) en Mietje Zilverberg (1881-1943). Zijn vader was makelaar in effecten, voorzitter van het kerkbestuur van de Joodse gemeente en lid van de Joodse Raad in Haarlem, hij werd na de aanslag op Alois Bamberger gefusilleerd. Chapon zou aanvankelijk ook de financiële wereld in, maar koos tijdens de oorlog voor een loopbaan als kunstenaar. Hij volgde daarvoor lessen bij Henri Boot en Kees Verwey.
Vanaf 1947 exposeerde Chapon zijn werk in Nederland en Frankrijk. Hij schilderde landschappen, figuurvoorstellingen, portretten en stillevens. Als monumentaal kunstenaar maakte hij glas-in-staalramen en wanden, waarbij hij scheepsplaten gebruikte. In de stalen platen werden gaten gebrand, die hij vulde met glas-appliqués. Hij werkte hiervoor samen met het atelier Van Tetterode. Chapon creëerde reliëf op de wanden door er stukken op te smeden. De totstandkoming van zijn wand voor De Nederlandsche Bank werd verfilmd, de film leverde in 1972 een gouden medaille op op het festival in Bilbao. Vanaf de jaren 70 werkte Chapon ook met polyether en plexiglas.
Chapon was in 1940 getrouwd met Apolonia Johanna (Polly) Meure. Zij begon met Eva Bendien in november 1956 Galerie Espace in het atelier van haar man aan het Klein Heiligland 36 in Haarlem. In 1960 verhuisde de galerie naar Amsterdam. Meure begon in 1964 een nieuwe galerie in Brussel en vestigde zich in België, de officiële scheiding volgde een paar jaar later. Chapon exposeerde in 1968 bij Espace. Hij bracht sinds 1947 geregeld tijd in Frankrijk door en vestigde zich er in 1973 definitief. In 1996 werd in het Joods Historisch Museum een overzichtstentoonstelling van zijn werk gehouden.
In 1996 vertelde Jules Chapon zijn levensverhaal aan het USC Shoah Foundation Institute, opgericht in 1994 door Steven Spielberg. Dit verhaal is opgenomen in de Collectie 2000 Getuigen Vertellen van het Joods Historisch Museum.
Chapon overleed in 2007, op 92-jarige leeftijd.

## Werken (selectie)
- zes ramen (1959-1961) voor het Troelstra-oord in Beekbergen
- wand (1961) voor het elektronisch testcentrum van Fokker op Schiphol
- wand (1963-1967) voor het hoofdgebouw van De Nederlandsche Bank
- wand (1967) voor het hoofdkantoor van de Nederlandsche Dok en Scheepsbouw Maatschappij in Amsterdam-Noord (verloren gegaan)
- werk (1969) voor Rijkswaterstaat Noord-Holland in Haarlem
- wand (1974-1978) voor de Bijlmerbajes in Amsterdam
- vier stalen panelen voor de Gemeentelijke Waterleidingen in Amsterdam

## Afbeeldingen

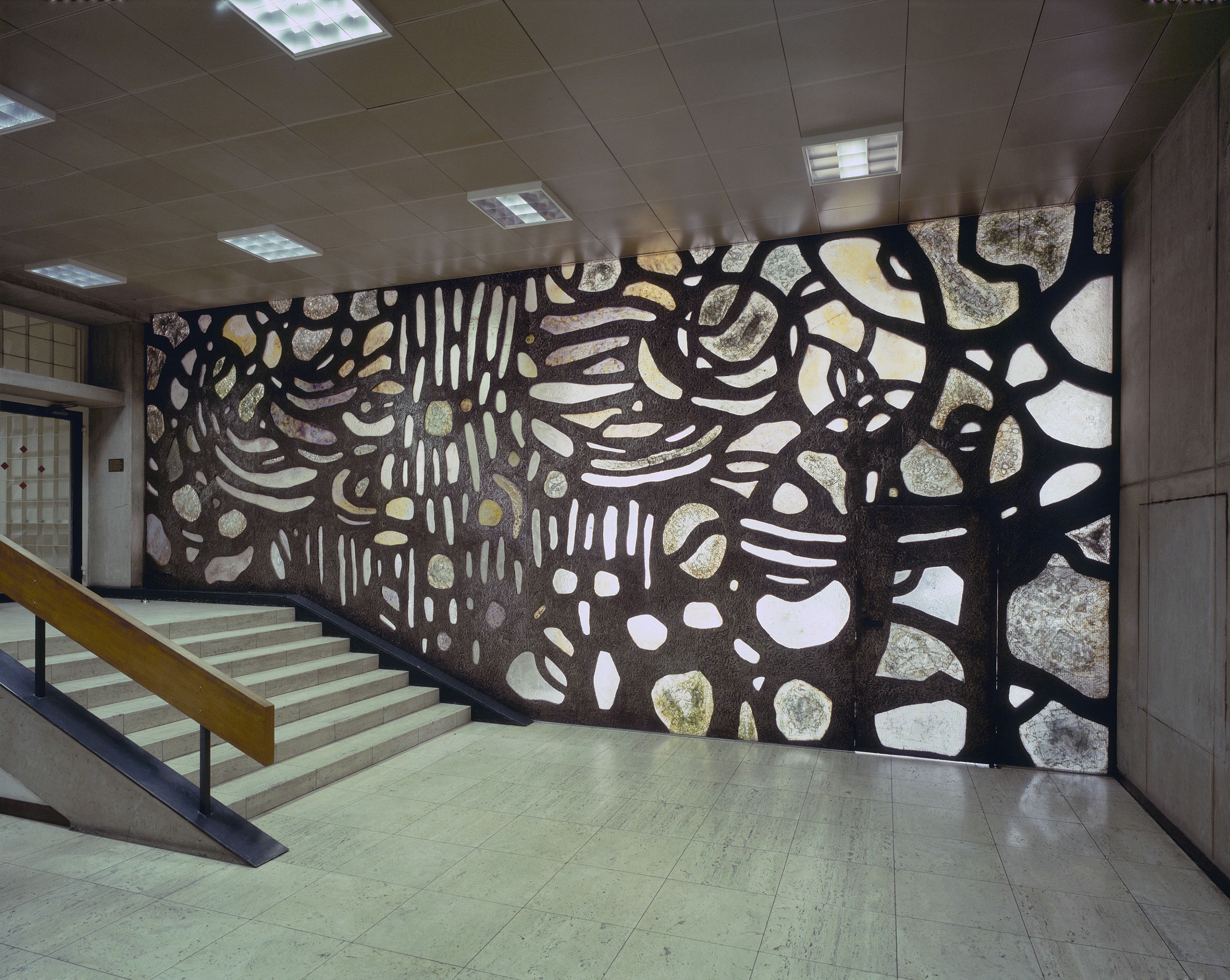
De Nederlandsche Bank, Amsterdam